# Phytoecia
Genre
Phytoecia est un genre de Coléoptères de la famille des Cerambycidae décrit par Dejean en 1835 . 

## Espèces rencontrées en Europe
- Phytoecia caerulea (Scopoli, 1772)
- Phytoecia croceipes Reiche & Saulcy, 1858
- Phytoecia cylindrica (Linnaeus, 1758)
- Phytoecia erythrocnema Lucas, 1846
- Phytoecia geniculata Mulsant, 1862
- Phytoecia icterica (Schaller, 1783)
- Phytoecia malachitica Lucas, 1846
- Phytoecia nigricornis (Fabricius, 1781)
- Phytoecia pubescens Pic, 1895
- Phytoecia pustulata (Schrank, 1776)
- Phytoecia rabatensis Sama, 1992
- Phytoecia rufipes (Olivier, 1795)
- Phytoecia sibirica (Gebler, 1842)
- Phytoecia subannularis Pic, 1901
  - Phytoecia subannularis subannulipes Pic, 1910
- Phytoecia virgula (Charpentier, 1825)
- Phytoecia vulneris Aurivillius, 1923
  - Phytoecia vulneris eremita Sama, 1999
  - Phytoecia vulneris vulneris Aurivillius, 1923

## Liste des espèces
Selon GBIF (17 avril 2024) :
- Phytoecia acridula Holzschuh, 1981
- Phytoecia adelpha Ganglbauer, 1886
- Phytoecia adusta Reitter, 1889
- Phytoecia aenigmatica Sama, Rapuzzi & Rejzek, 2007
- Phytoecia aethiopica Teocchi, Sudre & Jiroux, 2015
- Phytoecia affinis (Harrer, 1784)
- Phytoecia albosuturalis Breuning, 1947
- Phytoecia albovittigera Heyden, 1863
- Phytoecia algerica Desbrochers, 1870
- Phytoecia alinae Kasatkin, 2012
- Phytoecia alziari (Sama, 1992)
- Phytoecia analis (Fabricius, 1781)
- Phytoecia anatolica Fuchs & Breuning, 1971
- Phytoecia anatolica Holzschuh, 1980
- Phytoecia andreaei Breuning, 1960
- Phytoecia angusta (Aurivillius, 1914)
- Phytoecia angusterufonotata Pic, 1952
- Phytoecia annulata Hampe, 1852
- Phytoecia annulicornis Reiche, 1877
- Phytoecia annulipes Mulsant & Rey, 1863
- Phytoecia anteatra Breuning, 1966
- Phytoecia anterufa Breuning, 1951
- Phytoecia antoniae Reitter, 1889
- Phytoecia apicefuscipennis Breuning, 1967
- Phytoecia approximata Pu, 1992
- Phytoecia argenteosuturalis Breuning, 1955
- Phytoecia argus (Frölich, 1793)
- Phytoecia ariannae (Pesarini & Sabbadini, 2011)
- Phytoecia armeniaca Frivaldszky, 1878
- Phytoecia asiatica Pic, 1891
- Phytoecia aspericollis Holzschuh, 1981
- Phytoecia astarte Ganglbauer, 1886
- Phytoecia atricollis Breuning, 1954
- Phytoecia atripennis Breuning, 1951
- Phytoecia atripes Pic, 1922
- Phytoecia atrofrontalis Breuning, 1961
- Phytoecia atrohumeralis Breuning, 1964
- Phytoecia aurivillii (Breuning, 1951)
- Phytoecia badenkoi Danilevsky, 1988
- Phytoecia balcanica (Frivaldszky, 1835)
- Phytoecia bangi Pic, 1897
- Phytoecia basilewskyi Breuning, 1950
- Phytoecia basirufipennis Breuning, 1954
- Phytoecia behen Sama & Rejzek, 1999
- Phytoecia beuni Breuning, 1976
- Phytoecia bialookii Danilevsky, 2010
- Phytoecia bithynensis Ganglbauer, 1884
- Phytoecia bodemeyeri Reitter, 1913
- Phytoecia bohemani (Pascoe, 1858)
- Phytoecia breverufonotata Pic, 1952
- Phytoecia brevicornis Kasatkin, 2013
- Phytoecia bruneicollis Pu, 1992
- Phytoecia brunnerae (Sama, 2000)
- Phytoecia bucharica Breuning, 1943
- Phytoecia caerulea (Scopoli, 1772)
- Phytoecia capensis Péringuey, 1888
- Phytoecia centaureae Sama, Rapuzzi & Rejzek, 2007
- Phytoecia cephalotes Küster, 1846
- Phytoecia chehirensis (Breuning, 1943)
- Phytoecia chinensis Breuning, 1943
- Phytoecia cincticollis (Aurivillius, 1925)
- Phytoecia cinctipennis Mannerheim, 1849
- Phytoecia cinerascens Kraatz, 1882
- Phytoecia circumdata Kraatz, 1882
- Phytoecia coeruleipennis Breuning, 1946
- Phytoecia coeruleomicans Breuning, 1946
- Phytoecia coerulescens (Scopoli, 1763)
- Phytoecia collaris (Pascoe, 1871)
- Phytoecia compacta (Ménétriés, 1832)
- Phytoecia croceipes Reiche & Saulcy, 1858
- Phytoecia cylindrica (Linnaeus, 1758)
- Phytoecia cylindricollis (Kolbe, 1893)
- Phytoecia damarensis Breuning, 1958
- Phytoecia dantchenkoi Danilevsky, 2008
- Phytoecia demelti (Breuning, 1973)
- Phytoecia demelti (Sama, 2003)
- Phytoecia densepuncticeps Breuning, 1958
- Phytoecia diademata Faldermann, 1837
- Phytoecia disconotaticollis (Breuning, 1950)
- Phytoecia drurei Pic, 1909
- Phytoecia erivanica Reitter, 1899
- Phytoecia erythaca (Pascoe, 1858)
- Phytoecia erythrocnema Lucas, 1849
- Phytoecia euimperialis Faizi, Danilevsky, Ghobari & Nozari, 2020
- Phytoecia exilis (Pascoe, 1871)
- Phytoecia eylandti Semenov, 1891
- Phytoecia faldermanni Faldermann, 1837
- Phytoecia farinosa Ganglbauer, 1886
- Phytoecia ferrea Ganglbauer, 1887
- Phytoecia ferrugata Ganglbauer, 1884
- Phytoecia fervida (Pascoe, 1871)
- Phytoecia flavescens (Brullé, 1832)
- Phytoecia flavipes (Fabricius, 1801)
- Phytoecia flavovittata (Breuning, 1950)
- Phytoecia forticornis Breuning, 1946
- Phytoecia fossulata Breuning, 1961
- Phytoecia freyi Breuning, 1953
- Phytoecia fuscolateralis Breuning, 1977
- Phytoecia ganglbaueri (Pic, 1936)
- Phytoecia gaubilii Mulsant, 1851
- Phytoecia geniculata Mulsant, 1862
- Phytoecia ghobarii Danilevsky, 2018
- Phytoecia gianassoi (Sama, 2007)
- Phytoecia glabra (Aurivillius, 1914)
- Phytoecia gougeletii Fairmaire, 1880
- Phytoecia griseicornis Pic, 1892
- Phytoecia griseola Breuning, 1951
- Phytoecia griseomaculata (Pic, 1891)
- Phytoecia grossepunctata Breuning, 1961
- Phytoecia guilleti Pic, 1906
- Phytoecia halperini Holzschuh, 1999
- Phytoecia haroldii (Fåhraeus, 1872)
- Phytoecia heinzi Lazarev, 2019
- Phytoecia hirsutula (Frölich, 1793)
- Phytoecia holonigra Breuning, 1955
- Phytoecia hovorkai Teocchi & Sudre, 2009
- Phytoecia humeralis (Waltl, 1838)
- Phytoecia icterica (Schaller, 1783)
- Phytoecia imperialis (Sama & Rejzek, 2001)
- Phytoecia inapicalis Pic, 1905
- Phytoecia incallosa (Breuning, 1950)
- Phytoecia incensa (Pascoe, 1871)
- Phytoecia incensoides Breuning, 1978
- Phytoecia indica Breuning, 1951
- Phytoecia infranigra Breuning, 1951
- Phytoecia infrapunctata Breuning, 1951
- Phytoecia insignata Chevrolat, 1854
- Phytoecia insignis (Aurivillius, 1914)
- Phytoecia irakensis Breuning, 1967
- Phytoecia kabateki Sama, 1997
- Phytoecia kartalensis Danilevsky, 2010
- Phytoecia kashanica Danilevsky, 2020
- Phytoecia kazaryani Danilevsky, 2020
- Phytoecia konyaensis Danilevsky, 2010
- Phytoecia krupitskyi Danilevsky, 2014
- Phytoecia kruszelnickii Szczepański & Karpiński, 2017
- Phytoecia kubani Holzschuh, 1991
- Phytoecia kukunorensis (Breuning, 1943)
- Phytoecia kurdistana Ganglbauer, 1884
- Phytoecia lahoulensis Breuning, 1951
- Phytoecia larvata (Pascoe, 1871)
- Phytoecia lateralis (Aurivillius, 1907)
- Phytoecia latesuturalis Breuning, 1951
- Phytoecia leleupi Breuning, 1961
- Phytoecia lineata (Aurivillius, 1913)
- Phytoecia longicollis Breuning, 1961
- Phytoecia longicornis (Pesarini & Sabbadini, 2009)
- Phytoecia maculicollis (Péringuey, 1888)
- Phytoecia magnanii (Sama, Rapuzzi, Rejzek, Rapuzzi & Rejzek, 2007)
- Phytoecia malachitica Lucas, 1849
- Phytoecia manicata Reiche & Saulcy, 1858
- Phytoecia marki Danilevsky, 2008
- Phytoecia martinae Danilevsky & Hodek, 2021
- Phytoecia melanocephala (Fabricius, 1787)
- Phytoecia merkli Ganglbauer, 1884
- Phytoecia mesopotamica Breuning, 1948
- Phytoecia metallescens (Aurivillius, 1923)
- Phytoecia millefolii (Adams, 1817)
- Phytoecia minuta Pic, 1891
- Phytoecia molybdaena (Dalman, 1817)
- Phytoecia mongolorum Namhaidorzh, 1979
- Phytoecia napolovi Danilevsky, 2012
- Phytoecia nausicae Rejzek & Kakiopoulos, 2004
- Phytoecia neavei (Aurivillius, 1914)
- Phytoecia nepheloides Sama, 1997
- Phytoecia nigra Breuning, 1954
- Phytoecia nigricornis (Fabricius, 1782)
- Phytoecia nigriventris (Kolbe, 1893)
- Phytoecia nigroapicaloides (Breuning, 1951)
- Phytoecia nigrofemorata Breuning, 1946
- Phytoecia nigrohumeralis Breuning, 1950
- Phytoecia nigrovittata Breuning, 1951
- Phytoecia nivea Kraatz, 1882
- Phytoecia ochraceipennis Kraatz, 1882
- Phytoecia orbicollis Reiche & Saulcy, 1858
- Phytoecia orientis (Aurivillius, 1908)
- Phytoecia ornata Breuning, 1951
- Phytoecia pallidipennis Plavilstshikov, 1926
- Phytoecia parteruficollis Breuning, 1954
- Phytoecia pashtunica Lazarev, 2019
- Phytoecia pauliraputii (Sama, 1993)
- Phytoecia paulusi Holzschuh, 1971
- Phytoecia pici Reitter, 1892
- Phytoecia pilosicollis Holzschuh, 1981
- Phytoecia plasoni Ganglbauer, 1884
- Phytoecia plyushchi Danilevsky & Skrylnik, 2021
- Phytoecia pontica Ganglbauer, 1884
- Phytoecia porosa (Pascoe, 1871)
- Phytoecia povolnyi Heyrovský, 1971
- Phytoecia praetextata (Steven, 1817)
- Phytoecia prasina Reitter, 1911
- Phytoecia pretiosa Faldermann, 1837
- Phytoecia pseudafricana Breuning, 1951
- Phytoecia pseudocallosa Breuning, 1962
- Phytoecia pseudofervida Breuning, 1951
- Phytoecia pseudolatesuturalis Breuning, 1961
- Phytoecia pseudoneavei Breuning, 1954
- Phytoecia pseudorientis Breuning, 1962
- Phytoecia pseudoruficeps Breuning, 1951
- Phytoecia pseudosomereni Breuning, 1964
- Phytoecia pubescens Pic, 1895
- Phytoecia puncticollis Faldermann, 1837
- Phytoecia punctipennis Breuning, 1947
- Phytoecia punctulipennis Breuning, 1951
- Phytoecia pustulata (Schrank, 1776)
- Phytoecia rabatensis Pic, 1945
- Phytoecia rabatensis Sama, 1992
- Phytoecia remaudierei (Villiers, 1967)
- Phytoecia repetekensis Semenov, 1935
- Phytoecia rubropunctata (Goeze, 1777)
- Phytoecia rufa (Breuning, 1950)
- Phytoecia ruficollis (Aurivillius, 1914)
- Phytoecia rufipes (Olivier, 1795)
- Phytoecia rufiventris Gautier, 1870
- Phytoecia rufovittipennis Breuning, 1971
- Phytoecia rufulescens Breuning, 1951
- Phytoecia rungsi Antoine, 1953
- Phytoecia salvicola Holzschuh, 1989
- Phytoecia samii Özdikmen & Turgut, 2010
- Phytoecia sareptana Ganglbauer, 1888
- Phytoecia schuberti (Fuchs, 1965)
- Phytoecia schurmanni Fuchs, 1971
- Phytoecia seminigripennis Breuning, 1956
- Phytoecia sericea (Aurivillius, 1913)
- Phytoecia serriventris Holzschuh, 1984
- Phytoecia shokhini Kasatkin, 2010
- Phytoecia sikkimensis Pic, 1907
- Phytoecia smatanai Holzschuh, 2003
- Phytoecia somereni Breuning, 1951
- Phytoecia stenostoloides Breuning, 1943
- Phytoecia subannularis Pic, 1901
- Phytoecia subcallosa (Breuning, 1950)
- Phytoecia subcoerulata Breuning, 1951
- Phytoecia subdorsata Breuning, 1961
- Phytoecia sublateralis (Breuning, 1950)
- Phytoecia subrufulescens Breuning, 1981
- Phytoecia suturaloides Breuning, 1951
- Phytoecia suturevittata Breuning, 1951
- Phytoecia suvorowi Pic, 1905
- Phytoecia sylvatica (Hintz, 1916)
- Phytoecia tatyanae Skrylnik, 2010
- Phytoecia tauricola (Breuning, 1943)
- Phytoecia tekensis Semenov, 1896
- Phytoecia tenuilinea Fairmaire, 1877
- Phytoecia tessmanni Breuning, 1961
- Phytoecia testaceolimbata Pic, 1933
- Phytoecia testaceovittata (Pic, 1934)
- Phytoecia tigrina Mulsant, 1851
- Phytoecia tirellii Luigioni, 1912
- Phytoecia transcaspica Fuchs, 1955
- Phytoecia transversicollis (Breuning, 1950)
- Phytoecia truncatipennis Pic, 1919
- Phytoecia uncinata (Redtenbacher, 1842)
- Phytoecia uniformis (Breuning, 1950)
- Phytoecia urartica Kasatkin, 2015
- Phytoecia vagecarinata (Pic, 1952)
- Phytoecia valentinae Skrylnik, 2010
- Phytoecia varentzowi Semenov, 1896
- Phytoecia vaulogeri Pic, 1892
- Phytoecia virgula (Charpentier, 1825)
- Phytoecia vittata (Péringuey, 1888)
- Phytoecia vittipennis Reiche, 1877
- Phytoecia volkovitshi Danilevsky, 2010
- Phytoecia vulneris Aurivillius, 1923
- Phytoecia wachanrui Mulsant, 1851
- Phytoecia waltli (Sama, 1992)
- Pilemia inarmata Holzschuh, 1984
- Pilemia serriventris Holzschuh, 1984

## Systématique
Le nom valide complet (avec auteur) de ce taxon est Phytoecia Dejean, 1835.
Phytoecia a pour synonymes :
- Cinctophytoecia de Breuning, 1947
- Danilevskovia Lazarev (en), 2024
- Kalashania Danilevsky (d), 2010
- Metallidia Kasatkin (d), 2011
- Obereina Ganglbauer, 1886
- Oplotoma Perez, 1874
- Phytaecia Fischer von Waldheim, 1842
- Phytoecia Mulsant, 1839
- Pilemia Fairmaire, 1864
- Pseudoblepisanis Breuning, 1950
- Pseudomusaria Pic, 1900